# Якутски език
Якутският език (самоназвание: саха тыла) е език от тюркския клон на алтайските езици, говорен от около 450 хиляди души в автономната руска република Якутия. Якутите го наричат саха тыла. Най-близкородствени до якутския тюркски езици са долгански и тувински, които се говорят на територията на Източен Сибир. Якутският е официален език на Република Якутия, но се говори и в съседните области на Русия, както и от имигранти в Турция и САЩ. Използва се и от други народности като междуетнически език. Например долганите, евенките и юкагирите го използват повече отколкото собствените си езици.
Поради голямата географска отдалеченост от други тюркски езици (турски, казахски, туркменски, башкирски и.т.н.) якутският език е претърпял значителни промени, които се дължат на дългия контакт с езици от други езикови семейства (монголски, тунгуски, палеоазиатски). Особеностите на якутския език не позволяват на говорещите други тюркски езици да разбират якутски, без да са го учили предварително. Думите с тюркски произход съставят само част от речниковия състав на якутския език. Много от тях са развили друго значение или са със значително променено произношение.

## Произход
Въпросът за произхода на якутите и якутския език занимава учените от много време. Една теория предполага, че те винаги са говорили на тюркски език, изпитал силно влияние от други езици. Друга теория предполага, че якутите са сибирски народ, които е тюркизиран езиково.
Поддръжник на първата теория е езиковедът Бьотлинг (1851 г.), който смята, че якутите са се отделили сравнително рано от носителите на тюркския праезик.
Поддръжник на втората теория е езиковедът Радлоф (1908 г.), който изследвайки около 1800 якутски думи открива почти равно количество тюркски и монголски лексеми и лексеми с неизвестен произход. Той предполага, че думите с неизвестен произход са най-стари и ги смята за наследство от езика на прародителите на якутите. Макар че тази теория намира доста привърженици и през 20 век, въпросът за произхода на езика не е напълно изяснен.

## Писменост (Саха суруга)
Днес в якутския език се използва кирилската азбука, която съдържа цялата руска азбука, плюс пет допълнителни букви: Ҕҕ, Ҥҥ, Өө, Һһ, Үү and и две диграфии: Дь дь, Нь нь. Използват се и 4 дифтонг: уо, ыа, иэ, үө (те не са част от азбуката).
| А а | Б б | В в   | Г г | Ҕ ҕ | Д д | Дь дь | Е е |
| Ё ё | Ж ж | З з   | И и | Й й | К к | Л л   | М м |
| Н н | Ҥ ҥ | Нь нь | О о | Ө ө | П п | Р р   | С с |
| Һ һ | Т т | У у   | Ү ү | Ф ф | Х х | Ц ц   | Ч ч |
| Ш ш | Щ щ | Ъ ъ   | Ы ы | Ь ь | Э э | Ю ю   | Я я |

## Фонетика

### Гласни
|           |                     | Кратък    | Кратък              | Дълго | Дълго | Дифтонги |
| --------- | ------------------- | --------- | ------------------- | ----- | ----- | -------- |
| Затворена | Меджинна и Отворена | Затворена | Меджинна и Отворена |       |       | Дифтонги |
| Предни    | Незакръглена        | i         | e                   | iː    | eː    | ie       |
| Предни    | Закръглена          | y         | ø                   | yː    | øː    | yø       |
| Задни     | Незакръглена        | ɯ         | a                   | ɯː    | aː    | ɯa       |
| Задни     | Закръглена          | u         | o                   | uː    | oː    | uo       |

- Якутският език различава дълги от кратки гласни като туркменски и халаджки език. Пратюркските дълги гласни [a:], [i:], [u:] остават непроменени. Пратюркските дълги гласни *o:, *ö:, *e:/*ĕ: преминават в дифтонги [uo], [üö], [ie] за разлика от туркменски:

| Фонетична промяна | Примери |
| ----------------- | --- |
| *a: > a:          | *a:t > аат „име“; туркм. a:t *ba:r > баар „има“; туркм. ba:r |
| *i: > i:          | *di:ĺ > тиис „зъб“; туркм. di:š *i:l- > иил – „окачвам“; туркм. i:l- *gi:r- > киир – „влизам“; туркм. gi:r-.                                                                           |
| *u: > u:          | *du:ŕ > туус „сол“; туркм. du:z *bu:t > буут „бедро“; туркм. bu:t. |
| *o: > uo          | *o:n > уон „десет“; туркм. o:n *o:l > суол „път“; туркм. jo:l *o:t> уот „огън“; туркм. o:t *bo:r > буор „земя“; туркм. bo:r „тебешир“.                                                 |
| *ö: > üö          | *dö:rt > түөрт „четири“; туркм. dö:rt *gö:k > күөх „син“; туркм. gö:k *dö:ĺ > түөс „гърда“; туркм. dö:š *ö:ŕ > үөс „среда“; туркм. ö:z „себе си“ *kö:rik > күөрт „мях“, туркм. kö:rik. |
| *e:/*ĕ: > ie      | *ge:če > киэһэ „вечер“; туркм. gi:ǯe „нощ“ *ge:p > киэп „образ“; туркм. gä:p *bĕ:ĺ > биэс „пет“; туркм. bä:š.                                                                          |

- Изпадане на началното *s: *sïb > уу „вода“; *saɣïŕ > ыас „смола“; *siariɣ „бял“ > арыы „масло“ и т.н.
- Сливане на z < *ŕ, š < *ĺ, *j-, *č в една фонема s.

#### Согласни
|              | Лабиални | Лабиални | Дентални | Дентални | Алвеолни | Алвеолни | Палатални | Палатални | Велярни | Велярни | Глотални | Глотални |
| ------------ | -------- | -------- | -------- | -------- | -------- | -------- | --------- | --------- | ------- | ------- | -------- | -------- |
| Назална      | m        | m        | n        | n        |          |          | ɲ         | ɲ         | ŋ       | ŋ       |          |          |
| Преградна    | p        | b        | t        | d        |          |          | c         | ɟ         | k       | ɡ       |          |          |
| Проходна     |          |          |          |          | s        |          |           |           | x       | ɣ       | h        |          |
| Апроксиманти |          |          |          |          | l        | l        | j, ȷ̃      | j, ȷ̃      |         |         |          |          |
| Трептяща     |          |          |          |          | ɾ        | ɾ        |           |           |         |         |          |          |

## Граматични особености
Както е характерно за тюркските езици, така и якутският е аглутинативен език, който не притежава граматическата категория род. Има силно развита хармония на гласните. Словоредът е подлог-допълнение-сказуемо.

### Множествено число
| Превъзходен основен звук | Варианти на аффикс     | Примери                                                             |
| ------------------------ | ---------------------- | ------------------------------------------------------------------- |
| Гласные, л               | -лар, -лэр, -лор, -лөр | Кыыллар (зверове), эһэлэр (мечките), оҕолор (деца), бөрөлөр (вълци) |
| к, п, с, х               | -тар, -тэр, -тор, -төр | Аттар (коне), күлүктэр (сенки), оттор (билки), бөлөхтөр (групи)     |
| й, р                     | -дар, -дэр, -дор, -дөр | Баайдар (богат), эдэрдэр (млад), хотойдор (орлов), көтөрдөр (птици) |
| м, н, ҥ                  | -нар, -нэр, -нор, -нөр | Кыымнар (искри), илимнэр (мрежи), ороннор (легло), бөдөҥнөр (голям) |

Множественото число се образува с най-различни окончания, които зависят от това дали името е с предно- или заднореден гласеж (поради закона за хармония на гласните), така и от последния съгласен звук във формата за единствено число (асимилация на съгласните звукове):
- [-лар], [-лэр]: суол „път“: суоллар „пътища“, күөл „езеро“: күөллэр „езера“,
- [-тар], [-тэр]: мас „дърво“: мастар „дървета“
- [-дар], [-дэр]: үөр „стадо“: үөрдэр „стада“
- [-нар], [-нэр]: аан „врата“: ааннар „врати“.

Някои съществителни образуват множествено число по неправилен начин, който е нехарактерен за останалите тюркски езици. Основата за множествено число е различна от тази за единствено число и в етимологичен план съответства на друга пратюркска лексема. Такива съществителни са
- кыыс „момиче“: кыргыттар „момичета“ (от пратюрк. *qïrqïn „робиня“ + -тар). В съвременния якутски език няма дума, която да съответства на пратюрк. *qïrqïn.
- уол „момче“: уолаттар „момчета“ (уолат е от пратюрк. *oɣlan „син“ + -тар). Думата уолан означава „младеж“.
- эр „мъж“: эрэттэр „мъже“ (от пратюрк. *eren „мъж“).

Съществителните эмээхсин „старица“, оҕонньор „старец“, доҕор „приятел“, хотун „госпожа“, тойон „началник, господин“ и някои други образуват формите за множествено числа с промяна на краесловните н, р в т: эмээхситтэр, оҕонньоттор, доҕоттор, хотуттар, тойоттор. Последните два имена образуват и формите: хотут „госпожи“, тойот „господа“. Тази форма за множествено число се среща в древните тюркски рунически паметници: tarqat от tarqan „висок чин, таркан“, tigit от tigin „принц“.
След числително бройно име се употребява винаги формата за единствено число.

### Род
Няма категория род, но именната система различава местоимения от 3 лице за човеци и не-човеци: частицата кини се отнася за човеци, а ол за всички останали предмети и живи същества.
Склонение на лични местоимения:
| Падеж (түhүк)           | Единствено число | Единствено число | Единствено число | Множествено число | Множествено число | Множествено число |
| Падеж (түhүк)           | 1-е лицо         | 2-е лицо         | 3-е лицо         | 1-е лицо          | 2-е лицо          | 3-е лицо          |
| Падеж (түhүк)           | Аз съм           | Вие              | Той              | Ние               | Вие               | Те                |
| ----------------------- | ---------------- | ---------------- | ---------------- | ----------------- | ----------------- | ----------------- |
| Именителен (төрүөт)     | мин              | эн               | кини             | биhиги            | эhиги             | кинилэр           |
| Разделителен (араарыы)  | –                | –                | –                | –                 | –                 | –                 |
| Дателен (сыhыарыы)      | миэхэ            | эйиэхэ           | киниэхэ          | биhиэхэ           | эhиэхэ            | кинилэргэ         |
| Винителен (туохтуу)     | миигин           | эйигин           | кинини           | биhигини          | эhигини           | кинилэри          |
| Отделителен (таhаарыы)  | миигиттэн        | эйигиттэн        | киниттэн         | биhигиттэн        | эhигиттэн         | кинилэртэн        |
| Инструментален (туттуу) | миигинэн         | эйигинэн         | кининэн          | биhигинэн         | эhигинэн          | кинилэринэн       |
| Съвместен (холбуу)      | миигинниин       | эйигинниин       | кинилиин         | биhигинниин       | эhигинниин        | кинилэрдиин       |
| Сравнителен (тэҥнии)    | миигиннээҕэр     | эйигиннээҕэр     | кинитээҕэр       | биhигинээҕэр      | эhигиннээҕэр      | кинилэрдээҕэр     |

### Цифри
| нуул | биир     | икки   | үс   | түөрт     | биэс     | алта     | сэттэ     | аҕыс     | тоҕус     | уон  |                |                       |          |
|      | 11       | 20     | 30   | 40        | 50       | 60       | 70        | 80       | 90        | 100  | 1000           | 10000                 | 1000000  |
|      | уон биир | сүүрбэ | отут | түөрт уон | биэс уон | алта уон | сэттэ уон | аҕыс уон | тоҕус уон | сүүс | тыһыынча (муҥ) | уон тыһыынча (үтүмэн) | мөлүйүөн |

## Текстов пример
Якутски пословици и поговорки
| Балык уу дириҥин билдьаһар, киһи күн үтүөтүн (батыһар) көрдөһөр. | Рибата се стреми към дълбокото, човекът – към по-добри дни.              |
| Киһи буруйа ааспат – халлаан түргэнник көнөр.                    | Небето ще се проясни, преди да се забрави вината на човека.              |
| Албыннаабакка сатаан атыылыаҥ суоҕа.                             | Не излъжеш ли, няма да продадеш.                                         |
| Онойон турар оҥоруугуттан ордуоҥ кэриэтэ, ох сааттан ордуоҥ.     | От стрелата ще избягаш, от съдбата си няма да избягаш.                   |
| Инчэҕэй тирбэҕэ быстыбат.                                        | Мокрият ремък не се къса.                                                |
| Үктээтэххэ, оннооҕор кутуйах оҕото чыыбыргыыр.                   | И мишлето писка, щом го настъпят по крака.                               |
| Кырдьаҕас ыт сымыйанан үрбэт.                                    | Старото куче не лае напразно.                                            |
| Киһи аан дойдуга биирдэ төрүүр.                                  | Човекът се ражда веднъж на света.                                        |
| Саҥа кэм – саҥа кыах.                                            | Ново време – нов късмет.                                                 |
| Күнүүлээтэххэ түүн уһун, көһүттэххэ күн уһун.                    | Когато ревнуваш, нощта е дълга, когато чакаш някого, денят е дълъг.      |
| Киһи тыла – ох.                                                  | Езикът на човека е стрела.                                               |
| Киһи айаҕын саба туппаккын.                                      | Хорските уста не се затискат.                                            |
| Биир мас аҥаара – таҥара маһа, аҥаара – күрдьэх маһа.            | От дъската едната половина става за икона, а другата – за лопата за тор. |
| Силиһэ суох мас үүммэт.                                          | Дърво без корен не расте.                                                |
| Бүргэһи хабахха хаайбаккын.                                      | Шило в мехур не се държи.                                                |